# 19(1)(a)
19(1)(a) er en indisk film fra 2022 af Indhu V. S..

## Medvirkende
- Nithya Menen
- Vijay Sethupathi som Gauri Shankar
- Indrajith Sukumaran som Anand Manmadhan
- Indrans som Mohanan
- Srikant Murali som Gangettan
- Bhagath Manuel som Sakhavu Hareendran